# Kuwohi
Kuwohi (dawniej Clingmans Dome) – szczyt w Stanach Zjednoczonych na granicy stanów Tennessee i Karolina Północna, w Parku Narodowym Great Smoky Mountains. Osiąga wysokość 2025 m n.p.m. i jest najwyższym punktem w stanie Tennessee, a także najwyższym punktem na Szlaku Appalachów. Znajduje się na nim wieża widokowa wybudowana w 1959 roku.

## Nazwa
Do września 2024 r. szczyt nosił nazwę Clingmans Dome. W latach 2022-2024 trwał proces uzgadniania przez różne organy zmiany nazwy na pochodzącą z języka czirokeskiego Kuwohi. Nowa nazwa weszła oficjalnie w życie z dniem 18 września 2024 r.  